# Butt (tidskrift)
BUTT är ett magasin för homosexuella män som utkommer kvartalsvis. Grundare och redaktörer är Gert Jonkers och Jop van Bennekom.
Butt har sitt ursprung i Nederländerna och innehåller intervjuer, artiklar och annonser med fokus på trender och livsstilar inom den manliga homosexuella gemenskapen. Magasinet har publicerat fotografier och intervjuer med personer från det konstnärliga fältet såsom Casey Spooner, Michael Stipe, John Waters, Heinz Peter Knes, Edmund White, Terence Koh, Walter Pfeiffer och Slava Mogutin.